# Approfondissement de l'Escaut

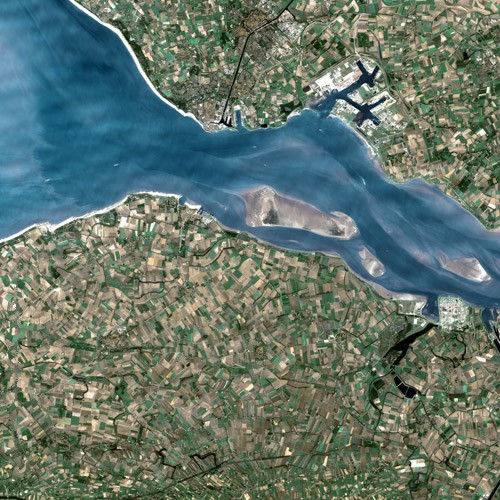
Embouchure de l'Escaut

L'approfondissement de l'Escaut est une opération de grande envergure dans lequel le fleuve Escaut est approfondi entre la mer du Nord et le port d'Anvers, le chenal est également élargi.
Cela permet aux navires d'un tirant de 13,10 m d'atteindre le port d'Anvers quelle que soit la marée. Il est désormais accessible aux navires d'une capacité de 14 000 tonneaux. Cela a un effet bénéfique sur l'économie flamande.

## Navigation
La navigation est entravée par un certain nombre d'obstacles naturels. Les navires à fort tirant d'eau doivent faire le trajet en deux marées, tandis que les plus petits peuvent faire le trajet quelle que soit la marée.
| navires          | tirant d'eau | nombre de marées        | remarques          |
| ---------------- | ------------ | ----------------------- | ------------------ |
| vraquiers        | 14,65 m      | 1                       | minerai et charbon |
| gros navires     | 15,25 m      | 2                       |                    |
| porte-conteneurs | 13 m         | 1                       |                    |
| petits navires   | 11,60 m      | indépendant de la marée |                    |

## Point de discorde
Depuis de nombreuses années, le dragage de l'Escaut a été un point de discorde entre la Flandre et les Pays-Bas. L'approfondissement de l'Escaut est d'une grande importance pour le port d'Anvers pour l'accès aux plus grand porte-conteneurs indépendamment de la marée.
Mais les Pays-Bas ont toujours été opposés à l'approfondissement parce que cela a des conséquences néfastes sur l'environnement, comme cela a été le cas lors du deuxième approfondissement.
Après longues délibérations, le Sénat néerlandais a finalement accepté les traités, à condition que le Hedwigepolder soit à nouveau noyé pour compenser la perte de zones sauvages, selon le plan Sigma. Cela a été très mal accueilli par les habitants de la région parce que de nombreuses terres agricoles fertiles seront perdues.

## Travaux
En Belgique, l'approfondissement de deux zones peu profondes et l'élargissement de la voie sur une distance de cinq kilomètres a été terminé en 2009.
Sur le territoire néerlandais les travaux ont commencé en 2010. En peu de temps 7,7 millions de mètres cubes de sable dragués à douze endroits différents ont été retirés. Les déblais ont été déposés dans trois endroits de l'Escaut occidental, en tenant compte de la morphologie du fleuve. Cela a conduit à la création de nouvelles zones de grande valeur écologique: Hooge Platen, Rug van Baarland en de Plaat van Walsoorden.
Du côté flamand, la réalisation rapide des travaux de dragage nécessaire dans l'Escaut occidental a procuré une grande satisfaction. Après le port de Rotterdam, le Port d'Anvers est le plus grand port d'Europe, et grâce au canal étendu à Anvers les plus grands navires porte-conteneurs peuvent maintenant l'atteindre.
La combinaison unique d'un emplacement intérieur profond et une meilleure accessibilité maritime peut que la porte d'entrée maritime et de la logistique de maintenir le port d'Anvers à l'avenir son rôle en Europe du Nord-Ouest. En outre, l'importance économique de l'approfondissement de l'Escaut occidental, non seulement pour Anvers mais également de la plus haute importance pour la Flandre.

## Coût
Le coût des travaux de dragage a été de 250 millions d'euros. La Belgique a contribué à hauteur de 205 millions et les Pays-Bas à 45 millions. Compte tenu des résultats économiques attendus pour la Flandre, cet investissement sera rapidement rentabilisé.

## Fin des travaux
Les dernières décharges de sable ont été effectuées le 24 décembre 2010 à Hooge Platen le  Nord de l'Escaut occidental. La fin des travaux a été annoncée pour la Flandre par Kris Peeters, ministre-président de Flandre, Hilde Crevits, ministre des Ports et Marc Van Peel, échevin du port d'Anvers.
Ceci est le troisième approfondissement du fleuve, du côté flamand une quatrième n'est pas exclu, mais les Pays-Bas ne le voient pas d'un bon œil.

## Impact sur la nature
La Nature devra s'adapter à ces modifications. Une partie de la structure du sol a été détruite et la végétation mettra un certain temps à se remettre. La boue a été jetée dans des endroits bien spécifiques à cause de la grande pollution. Des organisations environnementales ont activement participé au projet.